# Clyde Bruckman
Clyde A. Bruckman (San Bernardino, 30 giugno 1894 – Los Angeles, 4 gennaio 1955) è stato uno scrittore, sceneggiatore e regista cinematografico statunitense.
Clyde Bruckman è ricordato soprattutto per essere stato un famoso regista cinematografico e redattore di didascalie alla Warner Bros. Infatti nella seconda metà del 1920 si unì a Buster Keaton quando questi passò dal corto al lungometraggio, dirigendolo in alcuni film. Lavorò alla sceneggiatura di una dozzina di film di Keaton e diresse Come vinsi la guerra nel 1926. Harold Lloyd lo chiamò come regista dei suoi primi film sonori e firmò Piano coi piedi nel 1930 e Follie del cinema nel 1932. Negli anni venti ha diretto la celebre coppia Laurel & Hardy in una decina di film, taluni passati alla storia come La battaglia del secolo (1927) e Il tocco finale (1928). Lavorò anche con W. C. Fields per cui diresse The Fatal Glass of Beer nel 1933 e The man on the flying Trapeze nel 1935. Quest'ultimo rimane tra i migliori film del regista, anche se non gli valse molto perché in seguito non gli venne offerto solo qualche sporadico lavoro di sceneggiatura.
Buckman si suicidò con un colpo di pistola il 4 gennaio 1955 a Los Angeles in una cabina di Santa Monica Boulevard all'età di 60 anni.

## Filmografia

### Regia e sceneggiatura
- Come vinsi la guerra (The General) co-regia con Buster Keaton (1926)
- Una famiglia di matti (Call of the Cuckoo) con Stan Laurel, Oliver Hardy, Charley Chase, James Finlayson e Max Davidson (1927)
- Horse Shoes (1927)
- Metti i pantaloni a Philip (Putting Pants on Philip) con Stan Laurel e Oliver Hardy (1927)
- La battaglia del secolo (The Battle of the Century) con Stan Laurel e Oliver Hardy (1927)
- Should Tall Men Marry? con Stan Laurel e James Finlayson (1928)
- A perfect gentleman con Monty Banks e Ernest Wood (1928)
- Lasciali ridendo (Leave' Em Laughing) con Stan Laurel e Oliver Hardy (1928)
- Il tocco finale (The Finishing Touch) con Stan Laurel e Oliver Hardy (1928)
- Evviva il pericolo! (Welcome Danger) con Harold Lloyd (1929)
- Piano coi piedi (Feet First) con Harold Lloyd (1930)
- Follie del cinema (Movie Crazy) con Harold Lloyd (1932)
- Too Many Highballs (1933)

## Sceneggiatura
- Keep Smiling, regia di Albert Austin, Gilbert Pratt (1925)
- Il re degli straccioni (For Heaven's Sake), regia di Sam Taylor (1926)

### Titolista
- Rouged Lips, regia di Harold M. Shaw (1923)